# ۲۹ روباه
۲۹ روباه یک ستاره است که در صورت فلکی روباهک قرار دارد.